# 朱翊鎮
吉莊王朱翊鎮（1554年—1570年），是端王朱載均嫡第五子，明朝第四代吉王。朱翊鎮於嘉靖四十二年（1563年）襲封吉王。隆慶三年（1569年）四月，兵馬指揮揭文魁的女兒揭氏被冊封為吉王妃。他在位七年，於隆慶四年（1570年）過世，諡號莊，無子，兩年後由其庶兄龍陽王朱翊鑾嗣位。朝廷賜吉王妃揭氏歲米二百石以為贍養。